# نجمه ادریس
نجمه ادریس (عربی: نجمة إدريس؛ زادهٔ ۲۵ دسامبر ۱۹۵۲) محقق، شاعر و نویسنده اهل کویت است. او بیشتر آثار اولیه خود را در مجله البیان که توسط انجمن نویسندگان کویت منتشر می‌شود، منتشر کرده‌است. او در بیشتر جلسات هفته‌های فرهنگی به میزبانی شورای ملی فرهنگ، هنر و ادبیات، که سالانه در کشورهای مختلف عربی برگزار می‌شود، شرکت کرده‌است.